# 프랑스 텔레비지옹
프랑스 텔레비지옹(France Télévisions)은 프랑스의 공영방송이다. 프랑스 2등 방송국을 소유하고 있으며 프랑스 정부 100% 출자로 운영되고 있다.
주 수익원은 수신료와 광고로 받고 있으며 공영성 강화를 위해 일부 시간대에 광고를 단계적으로 폐지하고 있다.

## 역사
- 1975년 국영방송 ORTF(Office de Radiodiffusion-Télévision Française)의 해체로 라디오 1사(라디오 프랑스), 텔레비전 3사(TF1, Antenne2, FR3), 프로그램 제작사(SFP), 시청각연구소(INA) 및 송출사(TDF)로 분리.
- 1992년 9월 7일 Antenne 2와 FR3가 각각 프랑스 2, 프랑스 3로 명칭 변경, 합병하여 프랑스 텔레비지옹(France Télévision) 설립
- 2000년 8월 La Cinquième 채널이 프랑스 텔레비지옹에 흡수
- 2002년 1월 La Cinquième 채널이 프랑스 5로 명칭 변경
- 2004년 RFO가 프랑스 텔레비지옹에 흡수
- 2010년 RFO가 Réseau Outre-Mer 1ère로 명칭 변경
- 2018년 1월 29일 프랑스 텔레비지옹이 로고를 변경함 (Réseau Outre-Mer 1ère은 La 1ère로 변경)
- 2020년 8월 24일 프랑스 Ô 종방. 이후 9월 1일까지 다른 채널 예고들과 La 1ère 포털 홍보 영상을 반복해 내보내다 정파.

## 방송 채널 목록

### 프랑스 국내 TV 방송
- 프랑스 2 : 1963년 개국 (구 Antenne 2)
- 프랑스 3 : 1972년 개국 (구 FR3)
- 프랑스 4 : 1996년 개국 (구 Festival)
- 프랑스 5 : 1994년 개국 (구 La Cinquième)
- 프랑스앵포 : 2016년 9월 1일 개국

### 프랑스 해외 영토 방송
- 프랑스 Ô (2020년 8월 24일 종방)
- Réseau Outre-mer 1ère

## 로고 변천사

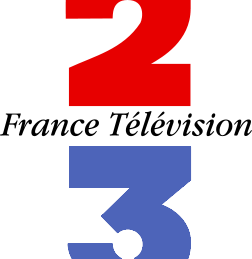
1992년부터 2000년까지 로고
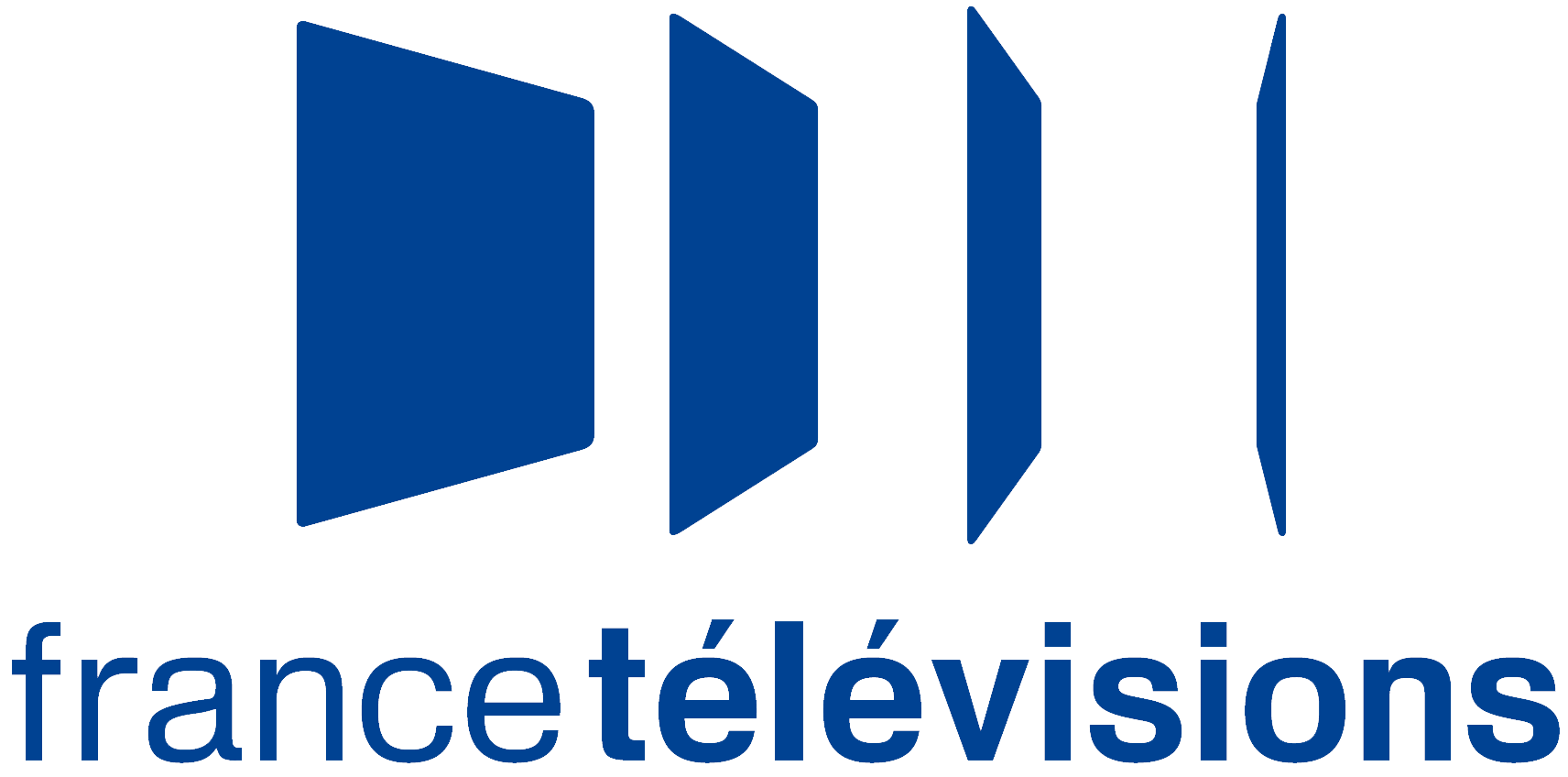
2002년부터 2008년까지 로고
2008년부터 2011년까지 로고
2012년부터 2018년까지 로고

## 같이 보기
- 라디오 프랑스
- 프랑스 국립 관현악단